# Cyrille Bojiko
Cyrille Bojiko de son vrai nom Cyrille Bertrand Douontio Bojiko, né le 11 janvier 1976 à Douala est un journaliste, communicateur, enseignant et chef d’entreprise de communication. Il est le fondateur et directeur général du groupe Balafon Média, qui comprend la radio Balafon, la chaîne de télévision Balafon TV et l'agence Balafon Media Agency.

## Biographie

### Jeunesse et études
Cyrille Bojiko est né le 11 janvier 1976 à Douala. Il est le fils d'André Bojiko et de Madeleine Yafo. Après l’obtention de son baccalauréat F3 (électrotechnique) obtenu au lycée technique d’Abong-Mbang, il décide de se former dans le domaine de la communication. Il entame sa formation en journalisme à l’Institut Ndi Samba Supérieur à Yaoundé. En 2001, il obtient son brevet de technicien supérieur en communication d’entreprise à l’institut Siantou Supérieur de Yaoundé. Il continue par la suite ses études à l’université de Douala.

### Carrière
De novembre 1999 à Mai 2000, il est animateur à Radio Lumière à Yaoundé. Par la suite, il rejoint Radio Siantou où il reste jusqu’en 2002. Cyrille Bojiko est au cœur de la conception et de la création de la radio Magic FM.
De 2002 à 2006, il anime des programmes de divertissement sur la chaîne de télévision nationale (CRTV). De 2006 à  2008, il a exercé comme chef de service Animation et de la Programmation Musicale à la CRTV FM 105 Douala et chef de service adjoint chargé de la Régie d’Antenne et des Droits d’Auteurs. Il a animé plusieurs émissions à succès à la CRTV : Champions, Feux d’artifice, Tam-tam week-end.
Se sentant à l’étroit, il quitte la CRTV et rejoint Canal 2 international et Sweet FM à Douala comme animateur et producteur; il y reste jusqu’en 2011.
Le 30 mai 2011, Cyrille Bojiko crée son propre média; Radio Balafon qui devient rapidement l'une des radios les plus écoutées, au Cameroun. Il co-présente la matinale « Sacré Matin ». Depuis 2016, il est le promoteur de Capricor, agence événementielle et audiovisuelle.
En 2020, Cyrille Bojiko lance Balafon Télévision. Depuis 2022, il est promoteur et directeur général de la régie Balafon Média Agency.
En 2023, il publie aux éditions du Muntu, un livre autobiographique intitulé On n'arrête pas le vent,.